# Couik

Couik est une bande dessinée française humoristique de Jacques Kamb. 

## Historique
Le dessinateur et scénariste Jacques Kamb crée Couik en 1969.
À partir du n°1 de Pif Gadget, Kamb propose une série où apparait un personnage d'oiseau préhistorique du nom de Couik, accompagné parfois d'un homme des cavernes qui a pour surnom Pépépok. Lors de la présentation du projet au journal, seule l'idée de l'oiseau est retenue alors que Pépépok devait être le personnage principal de la série.
Couik l'oiseau préhistorique (ou « préhisto ») n'est pas très sage, mais très astucieux avec ses inventions. Il amuse les lecteurs de Pif jusqu’à la fin de l’année 1973.

## Le retour de Couik
De 2004 à 2008, Couik fait son retour dans la nouvelle formule du journal Pif Gadget pour de nouvelles aventures humoristiques.

## Albums
1. L'Oiseau préhisto, Éditions du Taupinambour, 2007
2. L'Oiseau préhisto 2, Éditions du Taupinambour, 2010